# Шульц, Чарльз Монро
Чарльз Монро Шульц (англ. Charles Monroe Schulz, по прозвищу Спарки; 26 ноября 1922 — 12 февраля 2000) — американский художник-карикатурист, автор серии комиксов Peanuts про мальчика Чарли Брауна и его друзей, над которым он работал пятьдесят лет. Серия получила международное признание и считается одним из самых успешных комиксов всех времён. Шульц был награждён посмертно Золотой медалью Конгресса.

## Биография
Родился в Миннеаполисе, штат Миннесота, в семье немца и норвежки, и вырос в Сент-Поле. Его дядя называл его Спарки по имени лошади из комикса Barney Google.
Будучи ребёнком и подростком Чарльз был очень застенчив. После смерти матери от рака в 1943 году он был зачислен в армию США и отправился воевать в Европу во время Второй мировой войны. После войны Шульц вернулся в Миннеаполис, где он начал работать в качестве преподавателя искусства, а вскоре стал также карикатуристом.

## Карьера
Первой работой Шульца стала книга Li’l Folks (рус. Маленькие ребята), главными персонажами которой были дети 8-12 лет. Среди них был мальчик, которого звали Чарли Браун, и собака, похожая на будущего Снупи. Несмотря на схожесть с Peanuts, серия не была успешной. В 1950 году был опубликован ряд историй Peanuts, где в центре сюжета находился мальчик по имени Чарли Браун, застенчивый ребёнок, который не мог добиться того, чтобы его собака слушалась его. Эта серия была принята с большим успехом и считается одной из самых популярных в своей области.
Чарли Браун является главным героем Peanuts. Его имя взято в честь одноклассника Шульца в художественной школе. Черты характера Брауна и других персонажей в серии Шульц взял из собственного жизненного опыта:
- Как и у Чарли Брауна, отец Шульца был парикмахером, а мать была домохозяйкой.
- У Шульца, когда он был ребёнком, тоже была собака, но это был не бигль, как Снупи, а пойнтер.
- Персонаж по имени Пэтти вдохновлён первой женой Шульца, но после их развода редко появлялся в комиксах, а на её месте возник новый персонаж по имени Пепперминт Пэтти (дословно - "перечномятная Пэтти", или же "мятное пирожное").
- Персонаж «маленькая рыжеволосая девочка» вдохновлён Донной Джонсон, которая работала в художественной школе, где работал Шульц, и которая отказала ему в его предложении ей руки и сердца.